# Ludolf von Oldenburg-Bruchhausen
Ludolf Graf von Oldenburg-Bruchhausen, auch Ludolf von Oldenburg-Wildeshausen und Bruchhausen (* vor 1241; † 1278) war ab 1241 Graf von Bruchhausen und ab etwa 1259 Graf von Altbruchhausen. Er entstammte dem Wildeshausener Zweig des Hauses Oldenburg.

## Leben
Seine Eltern waren der 1234 im Stedingerkrieg gefallene Heinrich III. von Oldenburg-Wildeshausen (* vor 1197; † 27. Mai 1234) und Ermtrud (auch Ermintrudis) von Schoten-Breda (de Schodis), Tochter des Grafen Heinrich II. von Breda.
Solange Ludolf und sein älterer Bruder Heinrich (* vor 1232; † nach 1270) unmündig waren, fungierte offensichtlich ihr Vetter, Heinrich IV. von Oldenburg-Wildeshausen (der Bogener), als ihr Vormund.
1241 urkundeten Ludolf und Heinrich erstmals selbständig. Die Brüder konzentrierten sich auf die Wahrnehmung der ihnen zugefallenen Besitz- und Herrschaftsrechte auf die Grafschaft Bruchhausen. Diese war zwischen 1220 und 1233, anscheinend 1227 oder 1228, von den Brüdern Heinrich III. und Burchard von Oldenburg-Wildeshausen († 1233) dem Erzbischof von Bremen Gerhard II. übertragen worden und wurde von ihnen anschließend als Lehen zurückempfangen. Obwohl Heinrich der älteste Nachkomme Heinrichs III. war, nahm er seine Herrschaftsfunktionen weitgehend gemeinsam mit dem jüngeren Ludolf wahr. Sie bewohnten lange Zeit gemeinsam die Burg Altbruchhausen und stellten 1257 eine Urkunde mit der Ortsangabe „in Castro nostro Brochusen“ aus. Um 1259 wurde die Herrschaft dann zwischen den Brüdern geteilt. Heinrich wurde Graf von Neubruchhausen, Ludolf erhielt Altbruchhausen. Um 1260 siedelte Heinrich entsprechend auf die von ihm erbaute Burg Neubruchhausen über.
Obwohl Ludolf selbst aus dem Haus Oldenburg stammte, unterstützte er um 1270 einen letztlich erfolglosen Ministerialenaufstand des Ritters Robert von Westerholt gegen Ludolfs Verwandten, den Grafen Christian III. von Oldenburg.
Die Linie der Grafen von Altbruchhausen erlosch mit dem Enkel Ludolfs, Graf Otto, Mitte des 14. Jahrhunderts. Offenbar hatte er schon 1335 auf die Herrschaftsausübung verzichtet. Altbruchhausen, wie ebenfalls im 14. Jahrhundert auch Neubruchhausen, fiel daraufhin an die Grafen von Hoya.

## Ehe
Heinrich war verheiratet mit Hedwig, einer geborenen Gräfin von Wölpe. Sie begründeten die Altbruchhauser Linie des Hauses Oldenburg.